# Papino (rejon wołogodzki)
Papino (ros. Папино) – wieś w Rosji, w rejonie wołogodzkim obwodu wołogodzkiego. W 2010 r. liczyła 3 mieszkańców.